# Heinrich II. (Görz)
Heinrich II. von Görz (* zwischen 1266 und 1275; † 2. April 1323 in Treviso) herrschte als Graf von Görz über Gebiete in der heutigen Republik Österreich. Sein Herrschaftsgebiet umfasste im Wesentlichen jene Teile der Grafschaft Görz, die später als die „innere Grafschaft“ bezeichnet wurden. Seine Politik war jedoch vor allem auf Oberitalien und Istrien ausgerichtet, wo er durch Erwerbungen und Eroberungen versuchte, seine Herrschaftsgebiete zu arrondieren. Heinrich gilt in der geschichtswissenschaftlichen Forschung als der letzte „erfolgreiche“ Graf von Görz.

## Herkunft und Familie

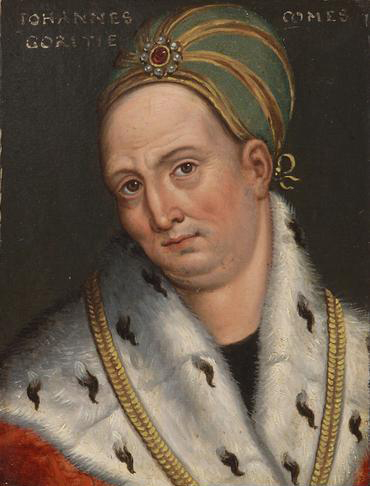
Johann Heinrich, Miniaturporträt des flämischen Malers Antoni Boys, Papier auf Holz (zwischen 1579 und 1587)

Heinrich II. war der Sohn von Albert I., Graf von Görz und Tirol, aus dessen Ehe mit Euphemia, einer Tochter des Herzogs Konrad II. von Schlesien-Glogau. Er war somit ein Urenkel des Grafen Albert III. von Tirol und ein Neffe des Herzogs Meinhard von Kärnten.
Graf Heinrich II. von Görz war zweimal verheiratet:
∞ seit Mai 1297 in 1. Ehe mit Beatrix von Camino († 1321 in Treviso), Tochter von Gherardo von Camino († 1306), Signore von Belluno, Feltre und Treviso.
- Graf Meinhard V. von Görz († 1318)

∞ seit 1322 in 2. Ehe mit Herzogin Beatrix von (Nieder-)Baiern, Tochter von Herzog Stephan I. von Baiern.
- Graf Johann Heinrich von Görz.

## Leben
Graf Heinrich II. von Görz dürfte noch zu Lebzeiten seines Vaters seit ca. 1292 mit diesem gemeinsam regiert haben. Gemeinsam mit seinem Vater kämpfte er zunächst mit dem Patriarchen von Aquileia gegen die Republik Venedig und seit 1291 gegen den Patriarchen. Noch vor seinem Tod hatte sein Vater am 25. Oktober 1303 die Grafschaft Görz und seine übrigen Herrschaften unter seinen beiden Söhnen aufgeteilt. Heinrich II. sollte alle Herrschaftsgebiete jenseits des Plöckenpasses in Friaul, Istrien, Krain und der Windischen Mark sowie Eberstein erhalten, sein Halbbruder Albert die Herrschaftsgebiete in Oberkärnten und im Pustertal. Diese Teilung wurde von König Albrecht I. am 23. Jänner 1304 bestätigt. Zunächst aber übernahm Heinrich II. mit Zustimmung seines Halbbruders Albert für 5 Jahre die alleinige Herrschaft.
Politisch unterstützte Graf Heinrich Herzog Friedrich I. von Österreich („Friedrich der Schöne“) bei der Auseinandersetzung um die böhmische Krone um 1307, während sein Halbbruder Albert auf der Seite von seinem Cousin Herzog Heinrich von Kärnten stand. In Einvernehmen mit Herzog Friedrich besetzte Heinrich II. 1307 den Pfandbesitz des Herzogs von Kärnten in der Mark Krain. Um 1318 ernannte ihn König Friedrich zu seinem Generalkapitän in Friaul. Es gelang Heinrich außerdem als Reichsvikar in Treviso und im benachbarten Conegliano anerkannt zu werden.
Heinrich II. und Albert II. schlossen am 11. Juni und 12. Dezember 1307 die Teilungsverträge von Lienz, in denen auch die Besitzungen im Pustertal und in Kärnten aufgeteilt wurden. Diese Aufteilung wirkt aus heutiger Sicht eher ungünstig, da die Gebiete dabei „zerstückelt“ wurden. Während Heinrich Görz, das er 1307 zur Stadt erhob, zu seinem Hauptsitz machte, residierte Albert auf Schloss Bruck bei Lienz.